# May-Enensi Corona
La May-Enensi Corona è una struttura geologica della superficie di Venere.